# Metezsevo
Metezsevo (macedónul: Метежево) település Észak-Macedóniában, a Északkeleti körzetben, Kriva Palanka községben.

## Népesség
| Lakosok száma | 401  | 444  | 431  | 354  | 181  | 91   | 93   | 50   | 13   |
|               | 1948 | 1953 | 1961 | 1971 | 1981 | 1991 | 1994 | 2002 | 2021 |

- 2002-ben 50 lakosa volt, akik mindannyian macedónok.